# Photoparoxysmale Reaktion
Eine photoparoxysmale Reaktion (PPR; auch fotoparoxysmale Reaktion, früher photokonvulsive Reaktion) ist eine durch Lichtreize ausgelöste (Photosensibilität) paroxysmale Veränderung im Elektroenzephalogramm (EEG) bis hin zum Auslösen eines epileptischen Anfalls (photogener Reflexanfall).
Das Auftreten ist abhängig vom Alter (besonders zwischen dem 5. und 18. Lebensjahr), vom Geschlecht (Mädchen bzw. Frauen deutlich häufiger als Jungen bzw. Männer), von der Form der Epilepsie (besonders idiopathische generalisierte Epilepsien) und von einer eventuellen medikamentösen Behandlung. Photoparoxysmale Reaktionen kommen auch bei Gesunden und bei anderen Krankheiten wie z. B. einer Migräne vor.
| Grad | EEG-Veränderungen                                                                    |
| ---- | ------------------------------------------------------------------------------------ |
| 1    | Spikes innerhalb okzipitaler Hintergrundaktivität                                    |
| 2    | parietookzipitale Spikes mit biphasischer Slow-Wave                                  |
| 3    | parietookzipitale Spikes mit biphasischer Slow-Wave und Ausbreitung bis nach frontal |
| 4    | generalisierte Spike-Wave-Aktivität oder Poly-Spike-Wave-Aktivität                   |